# Dorogi Sándor
Dorogi Sándor (Budapest, 1959. december 31. –) újságíró, vállalatvezető, Közép-Ázsia-szakértő, média- és kommunikációs tanácsadó. A rendszerváltás után részvénytársasággá alakított Magyar Távirati Iroda Rt. első elnöke (ügyvezetője).

## Életpályája
Iskoláit a budapesti Vajda Péter utcai általános iskolában kezdte, majd a kőbányai I. László (Szent László) gimnáziumban érettségizett. A moszkvai Nemzetközi Kapcsolatok Intézetének (MGIMO) külpolitikai újságíró szakán szerzett egyetemi diplomát 1984-ben. Pályája az MTI Külpolitikai Főszerkesztőségében indult: 1984-88 újságíró munkatárs, 1988-93 moszkvai tudósító, az MTI moszkvai irodájának vezetője. 1993-94 az MTI Parlamenti szerkesztőségének munkatársa. 1994-97 az MTV Külpolitikai stúdió helyettes vezetője, majd A hét című politikai műsor szerkesztője és riportere, 1997 az MTV Belpolitikai szerkesztőség vezetője. 
1997-2002 az MTI Rt. elnöke, majd 2002-2004 az üzleti szférában tevékenykedett. 2004-2006 az MTV Regionális és Kisebbségi Főszerkesztőségének főszerkesztője volt. 2007-2012 között a MÁV Zrt. vezető munkatársa.
Az MTI tudósítójaként a helyszínen kísérte nyomon a Szovjetunió felbomlását, tudósításai a teljes magyar napi sajtóban megjelentek, elemző írásait a HVG is publikálta. 
Az MTV Külpolitikai Stúdiójában végzett munkájáért Nívó-díjjal ismerték el. 
Az MTV belpolitikai szerkesztőségének vezetőjeként pályázta meg az MTI Rt. öt évre szóló elnöki mandátumát. 
Elnöki tevékenységéhez fűződik az MTI gazdasági társasággá alakítása, szervezeti korszerűsítése, teljes számítástechnikai háttérének megújítása, a nemzeti hírügynökség multimédiás digitális szolgáltatási rendszerének kifejlesztése és kiépítése, valamint a hírügynökség új arculatának  kidolgozása és bevezetése. 
Mandátuma letelte után az üzleti szférában, ingatlanfejlesztés terén dolgozott. Aktív kezdeményezője volt a Kazahsztán és közép-ázsiai térség felé történő magyar gazdasági nyitásnak.
1999 és 2002 között a Magyar Szumó Szövetség elnökségi tagja volt. A Magyar Közgazdasági Társaság, a Magyar Solymász Egyesület tagja, a Magyar Solymász című szakfolyóirat szerkesztője. (A MÚOSZ volt tagja.) 2020-tól Magyarország biskeki nagykövetségének (Kirgizisztán) vezetője (nagykövet).
2024. június 27-én a két ország közötti kapcsolatok fejlesztésében nyújtott kiemelkedő teljesítményéért Szadir Zsaparov kirgiz államfő a Dosztuk - Barátság állami kitüntetésben részesítette.

## Magánélete
Felesége Szvett Gabriella, leánya Dorogi Fruzsina Laura.